# 田山辰三
田山 辰三（たやま たつぞう、1988年2月4日 - ）は、日本の元子役。

## 人物
子役として1990年代後半から2000年代前半にかけ、テレビドラマを中心に活動。
2020年から映像コンテンツ権利処理機構に連絡のとれない権利者として掲載されている。

## 出演作品

### テレビドラマ
- はぐれ刑事純情派 第9シリーズ 第25話（最終回）「冤罪!? 多重人格者の妻! 辞表を提出した安浦刑事」（1996年、テレビ朝日）
- 電磁戦隊メガレンジャー 第27話「けちらせ! 死を呼ぶ魔のサンゴ」（1997年、テレビ朝日） - 大地
- ドラマ特別企画 / 烏鯉（1998年、TBS）
- 水曜ドラマ / 世紀末の詩（1998年、日本テレビ）
- 水曜劇場 / ナオミ Lesson10「プライドを賭けた戦い」（1999年、フジテレビ）
- 風の行方（1999年、東海テレビ）
- 大河ドラマ / 葵 徳川三代（2000年、NHK） - 虎松
- 月曜ドラマスペシャル / 小学校教師・沢木千太郎の事件ノート 第1作「Mr.＆Missせんせい」（2000年、TBS） - 5年1組の生徒
- 時代劇ロマン / 藤沢周平の人情しぐれ町 第1話「鼬（いたち）の道」、第3話「日盛り」（2001年、NHK）
- ドラマスペシャル / 時効〜流氷に消えた最愛の逃亡者〜（2002年、ABC）
- 金曜時代劇 / 春が来た 第1話「おかしな二人」（2002年、NHK）
- 金曜ナイトドラマ / 独身3!! 第2話「彼女に指輪をわたす裏ワザ・涙の(秘)作戦を決行せよ!」（2003年、テレビ朝日）

### 映画
- 虹の岬（1999年、東宝） - 森三彦
- すてごろ（2003年、ジーピー・ミュージアム）